# Tiago Gouveia
Tiago Maria Antunes Gouveia (Lisboa, 18 de junio de 2001) es un futbolista portugués que juega como delantero en el S. L. Benfica de la Primeira Liga.

## Estadísticas

### Clubes
Actualizado al último partido disputado el 24 de agosto de 2024.
| Club                         | Div.          | Temporada     | Liga  | Liga  | Liga   | Copas nacionales | Copas nacionales | Copas nacionales | Copas internacionales | Copas internacionales | Copas internacionales | Total | Total | Total  |
| Club                         | Div.          | Temporada     | Part. | Goles | Asist. | Part.            | Goles            | Asist.           | Part.                 | Goles                 | Asist.                | Part. | Goles | Asist. |
| ---------------------------- | ------------- | ------------- | ----- | ----- | ------ | ---------------- | ---------------- | ---------------- | --------------------- | --------------------- | --------------------- | ----- | ----- | ------ |
| S. L. Benfica "B" Portugal   | 2.ª           | 2019-20       | 1     | 0     | 0      | —                | —                | —                | —                     | —                     | —                     | 1     | 0     | 0      |
| S. L. Benfica "B" Portugal   | 2.ª           | 2020-21       | 21    | 2     | 0      | —                | —                | —                | —                     | —                     | —                     | 21    | 2     | 0      |
| S. L. Benfica "B" Portugal   | 2.ª           | 2021-22       | 25    | 10    | 0      | —                | —                | —                | —                     | —                     | —                     | 25    | 10    | 0      |
| S. L. Benfica Portugal       | 1.ª           | 2021-22       | 2     | 0     | 1      | 0                | 0                | 0                | 0                     | 0                     | 0                     | 2     | 0     | 1      |
| G. D. Estoril Praia Portugal | 1.ª           | 2022-23       | 29    | 5     | 5      | 1                | 0                | 0                | —                     | —                     | —                     | 20    | 5     | 5      |
| G. D. Estoril Praia Portugal | Total club    | Total club    | 29    | 5     | 5      | 1                | 0                | 0                | 0                     | 0                     | 0                     | 30    | 5     | 5      |
| S. L. Benfica "B" Portugal   | 2.ª           | 2023-24       | 1     | 0     | 0      | —                | —                | —                | —                     | —                     | —                     | 1     | 0     | 0      |
| S. L. Benfica "B" Portugal   | Total club    | Total club    | 48    | 12    | 0      | 0                | 0                | 0                | 0                     | 0                     | 0                     | 48    | 12    | 0      |
| S. L. Benfica Portugal       | 1.ª           | 2023-24       | 13    | 2     | 3      | 8                | 2                | 0                | 5                     | 0                     | 0                     | 26    | 4     | 3      |
| S. L. Benfica Portugal       | 1.ª           | 2024-25       | 3     | 1     | 1      | 0                | 0                | 0                | 0                     | 0                     | 0                     | 3     | 1     | 1      |
| S. L. Benfica Portugal       | Total club    | Total club    | 18    | 3     | 5      | 8                | 2                | 0                | 5                     | 0                     | 0                     | 31    | 5     | 5      |
| Total carrera                | Total carrera | Total carrera | 95    | 20    | 10     | 9                | 2                | 0                | 5                     | 0                     | 0                     | 109   | 22    | 10     |

## Palmarés

### Títulos nacionales
| Título                | Club          | País     | Año  |
| --------------------- | ------------- | -------- | ---- |
| Supercopa de Portugal | S. L. Benfica | Portugal | 2025 |